# Acrididae
Los acrídidos (Acrididae), conocidos popularmente como langostas, tucuras, saltamontes o chapulines, son una familia de insectos ortópteros pertenecientes a la superfamilia Acridoidea. Se trata de una familia distribuida mundialmente que cuenta con aproximadamente siete mil especies. Se caracterizan por su gran facilidad para migrar de un sitio a otro.

## Subfamilias
La familia Acrididae cuenta con más de 6700 especies descritas dentro delsuborden Caelifera, distribuidas entre 26 y 30 subfamilias.   Las subfamilias presentes en América y cosmopolitas incluyen Acridinae (483especies), Copiocerinae (116 especies), Cyrtacanthacridinae (162 especies), Gomphocerinae (1274 especies), Leptysminae (79 especies), Marelliinae (1 especie), Melanoplinae (1173 especies), Oedipodinae (792 especies), Ommatolampidinae (292 especies), Pauliniinae (1 especie), Proctolabinae (215 especies) y Rhytidochrotinae (47 especies).
Según Orthoptera Species File (26 de agosto de 2024):
- Acridinae MacLeay, 1821 (140 géneros, 470 especies), todo el mundo: templado y tropical
- Calliptaminae Jacobson, 1905 (12 géneros, 90 especies), África, Europa, Asia
- Caryandinae Yin & Liu, 1987 (3 géneros, 100 especies), África, Asia
- Catantopinae Brunner von Wattenwyl, 1893 (325 géneros, 990 especies), África, Asia
- Copiocerinae Brunner von Wattenwyl, 1893 (22 géneros, 90 especies), América Central y del Sur
- Coptacrinae Brunner von Wattenwyl, 1893 (20 géneros, 110 especies), África, Madagascar, Asia tropical
- Cyrtacanthacridinae Kirby, 1910 (38 géneros, 170 especies), en todo el mundo
- Egnatiinae Bey-Bienko & Mistshenko, 1951 (30 especies), África a Asia central
- Eremogryllinae Dirsh, 1956 (5 especies), África del Norte
  - Eremogrilo Krauss, 1902
  - Notopleura Krauss, 1902
- Euryphyminae Dirsh, 1956 (23 géneros, 80 especies), África, incluido Madagascar
- Eyprepocnemidinae Brunner von Wattenwyl, 1893 (26 géneros, 150 especies), África, Europa continental, Asia
- Gomphocerinae Fieber, 1853 (192 géneros, 1200 especies), en todo el mundo
- Habrocneminae Yin, 1982 (15 especies), China, Indochina
  - Habrocnemis Uvarov, 1930
  - Longzhouacris You & Bi, 1983 (solo en China)
  - Menglacris Jiang & Zheng, 1994 (sinónimo Tectiacris Wei & Zheng, 2005) - China
- Hemiacridinae Dirsh, 1956 (45 géneros, 180 especies), África, Asia
- Incolacridinae Tinkham, 1940 (4 géneros), Asia Oriental
- Leptysminae Brunner von Wattenwyl, 1893 (21 géneros, 70 especies), América Central y del Sur
- Marelliinae Eades, 2000 (monotípica, 1 especie), América del Sur
  - Marelia Uvarov, 1929
- Melanoplinae Scudder, 1897 (146 géneros, 1100 especies), América, Eurasia
- Oedipodinae Walker, 1871 (138 géneros, 790 especies), en todo el mundo
- Ommatolampidinae Brunner von Wattenwyl, 1893 (115 géneros, 290 especies), América del Sur
- Oxyinae Brunner von Wattenwyl, 1893 (33 géneros, 210 especies), África subsahariana, Asia, Australasia
- Pauliniinae Hebard, 1923 (monotípica, 1 especie), América del Sur
- Pezotettiginae Brunner von Wattenwyl, 1893 (10 especies), Europa, Asia occidental, Medio Oriente
- Proctolabinae Amédégnato, 1974 (29 géneros, 210 especies), América Central y del Sur
- Rhytidochrotinae Brunner von Wattenwyl, 1893 (20 géneros, 40 especies), América del Sur
- Spathosterninae Rehn, 1957 (tribu única, actualmente con 3 géneros y 12 especies), África, Indomalaya, Australia
- Teratodinae Brunner von Wattenwyl, 1893 (8 géneros, 20 especies), África, suroeste de Asia
- Tropidopolinae Jacobson, 1905 (13 géneros, 30 especies), África, sur de Europa, Asia

### incertae sedis
Tribu Eucopiocerini Descamps, 1975 - América Central
- Chapulacris Descamps, 1975
- Eucopiocera - monotípica E. rubripes Bruner, 1908
- Halffterina Descamps, 1975
- Leptalacris Descamps & Rowell, 1978 - monotípica L. fastigiata Descamps & Rowell, 1978

### Géneros no ubicados (todos monotípicos)
- Atopacris Amédégnato & Poulain, 1998
- Castetsia Bolívar, 1902
- Jumandiacris Amédégnato & Poulain, 1998
- Melliacris Ramme, 1941
- Palandella Amédégnato & Poulain, 1998
- Pileolum Bolívar, 1917
- Tylotropidiopsis Storozhenko, 1992
- † Heeracris Zeuner, 1937
- † Menatacridium Piton, 1936
- † Taeniopodites Cockerell, 1909
- † Tyrbula Scudder, 1885